# Urbano González Serrano

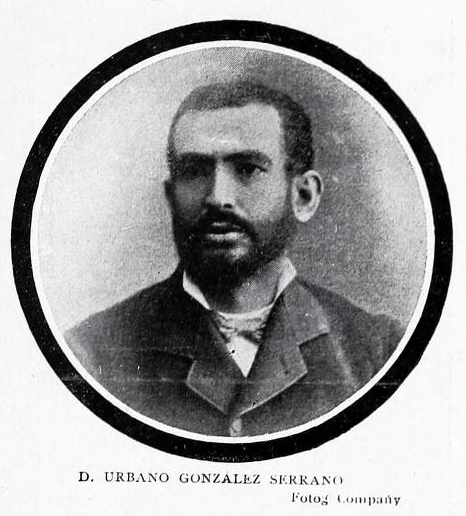
Urbano González Serrano en Blanco y Negro, fotografiado por Compañy.

Urbano González Serrano (Navalmoral de la Mata, 25 de mayo de 1848-Madrid, 13 de enero de 1904)  fue un filósofo, sociólogo, psicólogo, político, pedagogo y crítico literario español.

## Biografía
Nació el 25 de mayo de 1848 en la localidad cacereña de Navalmoral de la Mata. Urbano fue el primero de los cuatro hijos de Dorotea Serrano en su matrimonio con el escribano y notario Urbano González Corisco. En 1859, internó al primogénito en un colegio de Talavera de la Reina donde, tras los dos primeros años del bachillerato, se trasladó a Madrid como interno en un centro docente de la calle de la Colegiata. Concepción Saiz, colaboradora y colega en sus trabajos de pedagogía apunta que fue en aquella época cuando trabó amistad con Nicolás Salmerón. 
En 1869 González Serrano se licenció en Filosofía y Letras en Madrid, doctorándose en 1871. En la misma ciudad llegaría a desempeñar la cátedra de Psicología, Lógica y Ética del Instituto San Isidro (1873-1904). Fue ateneísta desde el inicio de la década de 1870 y se integró en los ambientes krausistas y republicanos. En su condición de discípulo de Nicolás Salmerón, le sustituyó temporalmente en la cátedra de Metafísica de la Universidad Central de Madrid en 1872. En la universidad hizo amistad también con Leopoldo Alas «Clarín», Manuel de la Revilla, Adolfo Posada y Manuel Sales y Ferré.
Su curiosidad cultural le llevó a ser uno de los quinientos suscriptores a las Obras completas de Platón , y en 1878 fue uno de los doscientos suscriptores a las Obras de Leibniz, puestas ambas en español por Patricio de Azcárate. En el capítulo personal, su matrimonio con Petra de la Calle Corisco les dio cuatro hijos, de los que sobrevivieron dos: Pedro Urbano y Dorotea. Fue gran aficionado a los toros, contertulio del café Universal y de la librería de Fe. 

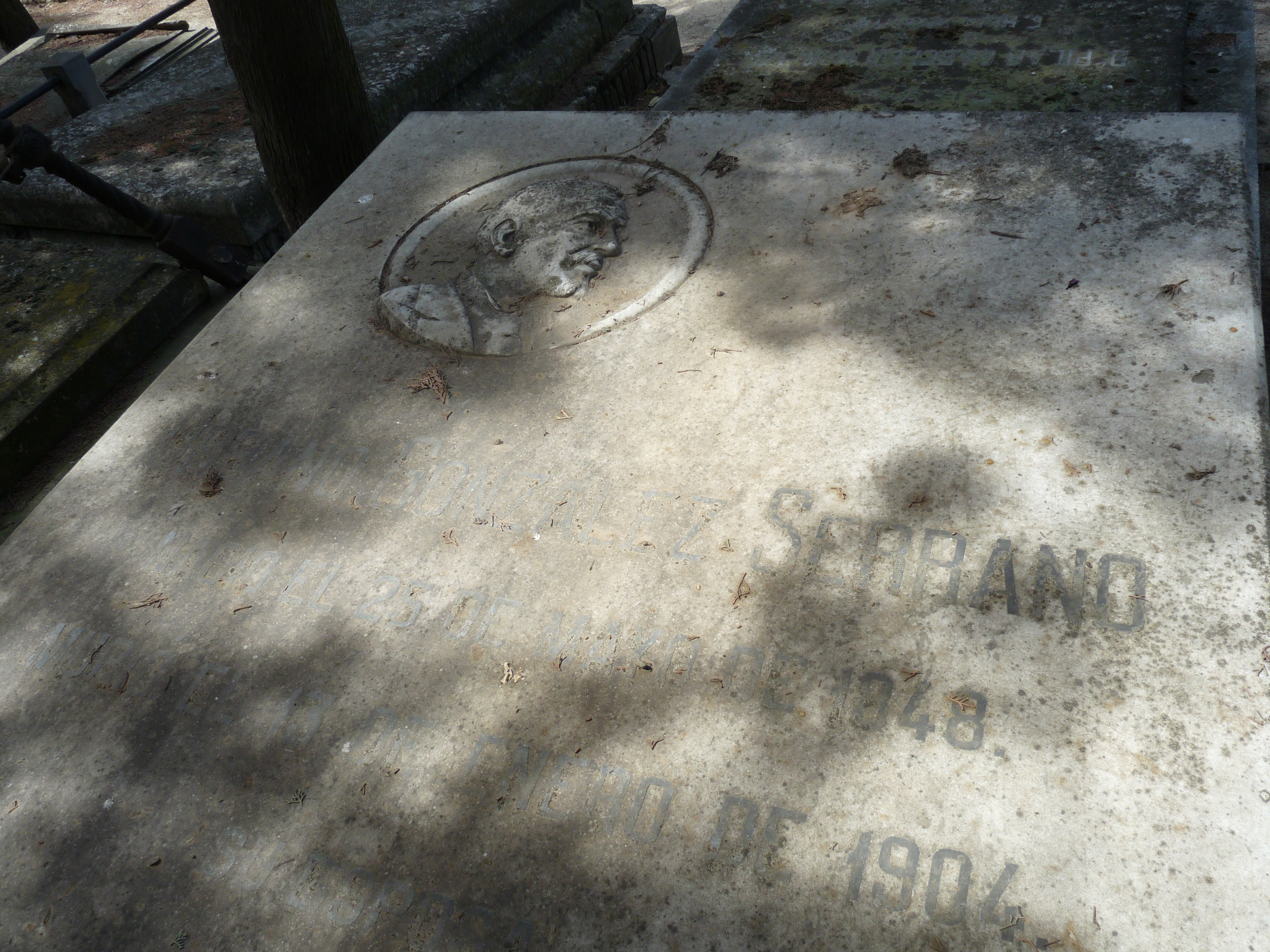
Tumba de González Serrano en el cementerio civil de Madrid

González Serrano colaboró en las actividades y estudios de la Institución Libre de Enseñanza a pesar de ser discípulo no conformista de Francisco Giner de los Ríos; y como amigo de Manuel de la Revilla publicó con él en 1874 el manual filosófico Elementos de ética. Entre 1887 y 1899 trabajó con asiduidad en el monumental Diccionario enciclopédico hispano-americano, publicado por la editorial Montaner y Simón. El capítulo de la actividad política le llevó al Parlamento en 1881.
En su correspondencia con Unamuno figura el dato de la costumbre de visitar cada verano el balneario de Solares, desde 1902, para tomar las aguas. Lo cierto es que con cincuenta y cinco años, una enfermedad digestivo-intestinal le llevó a la muerte en su casa de la calle de Fomento, el 13 de enero de 1904.

### Significado
Dentro de la filosofía krausista, se considera a González Serrano creador de la corriente denominada krausopositivismo, término acuñado por Adolfo Posada para caracterizar su pensamiento. Investigador en muchos campos, destacó en sociología y psicología aplicada. Como pedagogo concede una extraordinaria importancia al conocimiento de los mecanismos psíquicos para un proceso educativo racional. También tradujo algunas obras del alemán y codirigió la edición de las Obras del poeta Ramón de Campoamor.
Entre los reconocimientos puede citarse la calle que lleva su nombre en su localidad natal.

## Obras
- Estudio sobre los principios de la moral con relación a la doctrina positivista, Madrid, Imprenta Española, 1871.
- Elementos de Lógica, Madrid, 1874.
- Estudios de moral y de filosofía, Madrid, Librerías de Francisco Iravedra y Antonio Novo, 1875.
- Preocupaciones sociales: ensayos de psicología popular, Plasencia, 1882.
- Manual de psicología, lógica y ética para el estudio elemental de esta asignatura, Madrid, 1883
- Fundamentos de la Sociología: memoria leída en el Ateneo de Madrid, en la sesión inaugural de la Sección de Ciencias morales y políticas, el 10 de noviembre de 1882, Plasencia, 1883.
- Cuestiones contemporáneas: la crítica religiosa, el pesimismo, el naturalismo artístico, Madrid, 1883.
- La sociología científica, Madrid, Librería de Fernando Fe; Sevilla, Librería de los Hijos de Fe, 1884.
- La sabiduría popular, Madrid, Librería de Escribano y Echevarría, 1886.
- Crítica y filosofía, Madrid, Biblioteca Económica Filosófica, 1888.
- La asociación como ley general de la educación, Barcelona, Librería de Juan y Antonio Bastinos, 1888.
- Goethe: ensayos críticos (prólogo de «Clarín»), Madrid, 1892.
- Estudios críticos, Madrid, 1892.
- Con Concepción Saiz Otero, Cartas ... ¿pedagógicas? (ensayos de psicología pedagógica) (prólogo de Adolfo Posada), Madrid, Librería de Victoriano Suárez, 1895.
- Psicología del amor, Madrid, Librería de Fernando Fe, 1897.
- Siluetas, Madrid, B. Rodríguez Serra, 1899.
- La literatura del día (1900 a 1903), Barcelona, Imprenta de Henrich y Cía, 1903; Gijón, Llibros del Pexe, 2001.[4]
- En pro y en contra (críticas), Madrid, Librería de Victoriano Suárez, sin año.